# .32-40 Ballard

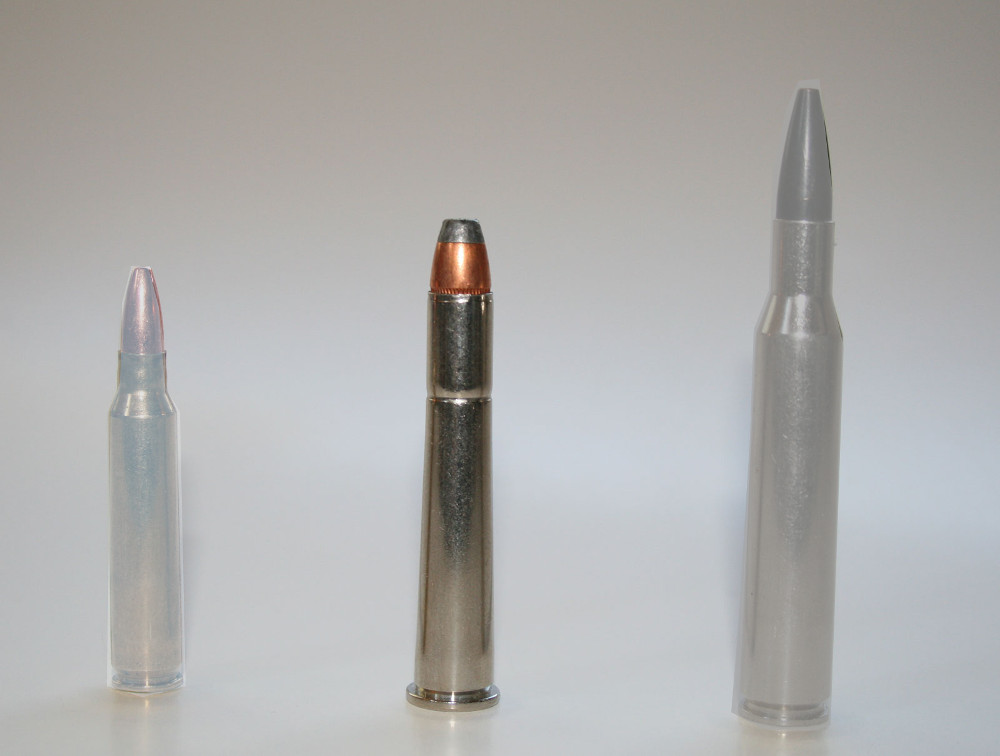
O cartucho .32-40 Ballard (centro) comparado com o .223 Remington (esquerd) e o .270 Winchester (direita).

O .32-40 Ballard (também conhecido como .32-40 Winchester),  é um cartucho para rifles de competição Norte americano, introduzido em 1884 e fabricado entre 1886 e 1940 pela Winchester e pela Marlin.